# Музеји Народноослободилачке борбе
Музеји посвећени Народноослободилачкој борби народа Југославије од 1941. до 1945. године су били углавном војни музеји који су се бавили прикупљањем и излагањем предмета и документа из Народноослободилачког рата, са циљем неговања борбених традиција југословенских народа. Према непотпуним подацима у Социјалистичкој Федеративној Републици Југославији постојало је око 150 музеја који су бавили излагањем експоната из НОБ-а - од овог броја било је 24 самостална музеја, 93 одељења при другим музејима, 17 меморијалних музеја и др. Поред Народноослободилачког рата ови музеји су обухватали и период деловања револуционарног радничког покрета, од 1920. до 1941. године, па су често називани - Музеји народноослободилачког рата и револуције или само Музеји револуције. Музеји са најобимнијом збирком предмета из НОБ-а били су Војни музеј ЈНА и Музеј револуције народа и народности Југославије из Београда. У годинама распада СФРЈ, многи музеји са тематиком НОБ-а су опљачкани, порушени или делимично оштећени, а данас углавном делују под другим називом или као део других музеја.

## Историјат
Одмах по завршетку Народноослободилачког рата, 1945. године, отпочело се са сакупљањем предмета - углавном оружја и војне опреме, униформи, застава, докумената, фотографија, ликовних докумената (слика, гравура, скулптура) и других предмета - јединица Народноослободилачке војске и партизанских одреда Југославије (НОВ и ПОЈ), као и окупационих и квислиншких снага. Наредбом Врховног команданта НОВ и ПОЈ маршала Јосипа Броза Тита од 13. децембра 1944. године било је формирано Војно-историјско одељење при Врховном штабу НОВ и ПОЈ са задатком да прикупља предмете и обнови рад Војног музеја.

## Списак музеја
- Војни музеј ЈНА на Калемегдану у Београду је основан 1878. године, а његов рад је после Другог светског рата обновљен 1. децембра 1945. године. Године 1961. је усељен у адаптирану зграду Војногеодетског института и од тада има две сталне поставке - „Ратна прошлост народа Југославије до 1918.“ и „Ратна прошлост од 1918.“ Испред зграде музеја налази се поставка на отвореном у којој се налази тешко наоружање - топови, тенкови и др. Војни музеј поседује најобимнију збирку експоната из Народноослободилачког рата која обухвата - оружје, заставе, униформе, одликовања и др. јединица НОВ и ПОЈ, али и окупаторских и квислиншких јединица.
- Музеј револуције Словеније (словен. Muzej revolucije Slovenije) у Љубљани је основан 1948. под називом Музеј народног ослобођења (словен. Muzej narodne osvoboditve), а 1958. је преименован у Музеј народне револуције Словеније (словен. Muzej ljudske revolucije Slovenije). Са задатком да сакупља архивски материјал, документа, фотографије, предмете и др. из периода Народноослободилачког рата, деловао је до 1959. године, када је прикључен тада основаном Институту за историју радничког покрета. Поново је обновљен 1962. године, под називом Музеј револуције Словеније и деловао је до 1994. године када је преименован у Музеј савремене историје Словеније (словен. Muzej novejše zgodovine Slovenije).
- Музеј револуције народа и народности Југославије у Београду је основан 19. априла 1959. године, одлуком ЦК СКЈ поводом 40-годишњице оснивања СРПЈ(к). Отпочео је са радом 1960. године и налазио се у згради на тргу Маркса и Енгелса (данас трг Николе Пашића; ову зграду раније је користио ЦК КПЈ). Задатак овог музеја је био да презентује - борбу радничке класе Југославије, хронологију рада КПЈ/СКЈ и ослободилачку борбу народа Југославије. Изградња зграде музеја отпочела је крајем седамдесетих година, на Новом Београду између Палате Федерације и зграде ЦК СКЈ, али је никада није довршена. Музеј је 1996. године спојен са Меморијалним центром „Јосип Броз Тито“ у Музеј историје Југославије.
- Музеј револуције народа Хрватске у Загребу је основан 1949. године под називом Музеј народне револуције Хрватске (1962. му је промењен назив у Музеј револуције). Овај музеј бавио се прикупљањем и излагањем предмета, фотографија и докумената из периода Народноослободилачког рата, као и из периода револуционарног радничког покрета и КПЈ и периода послератне социјалистичке изградње на подручју Хрватске. У оквиру овог музеја деловало је неколико спомен-музеја, који су се налазили на територији СР Хрватске, од којих се истичу: меморијални музеј „Иван Горан Ковачић“ у Луковдолу и меморијални музеј маршала Тита у Кумровцу (једно време у саставу музеја). Музеј се до 1990. године налазио у Дому ликовних уметности (зграда изграђена 1933. у којој се 1941-45 налазила џамија), а 1991. се интегрисао са Повјесним музејом Хрватске и тада је створен Хрватски повјесни музеј.
- Музеј револуције Босне и Херцеговине у Сарајеву је основан 13. новембра 1945. године, одлуком Председништва Народне скупштине Босне и Херцеговине, као део Земаљског музеја Босне и Херцеговине, а 1947. године, је издвојен у самосталну установу под називом Музеј народне револуције Босне и Херцеговине (1967. му је промењен назив у Музеј револуције). Овај музеј бавио се прикупљањем и излагањем предмета, фотографија и докумената из историје Босне и Херцеговине, са посебним акцентом на револуционарна збивања и историју КПЈ, као и на Народноослободилачки рат и послератну изградњу у БиХ. Збирка музеја поседовала је и велики број уметничких дела - слике, бисте, скулптуре, таписерије и др. познатих босанскохерцеговачких и југословенских уметника, од којих се истичу - мозаик „Босна“ Младена Србиновића, витраж „Смрт фашизму - слобода народу“ и таписерија „Братство и јединство“ Воје Димитријевића и др. У оквиру овог музеја деловало је неколико спомен-музеја, који су се налазили на територији СР Босне и Херцеговине, од којих се истичу: Музеј ЗАВНОБиХ-а у Мркоњић Граду, Музеј Првог заседања АВНОЈ-а у Бихаћу, Музеј Другог заседања АВНОЈ-а у Јајцу, Музеј Битке за рањенике на Неретви у Јабланици, Музеј 25. мај 1944. у Дрвару и др. Од оснивања до 1963. године музеј је био смештен у згради Градске већнице, а тада је пресељен у новоизграђену зграду у улици Војводе Радомира Путника (данас Змаја од Босне), на Марин Двору. Године 1993. музеј је преименован у Хисторијски музеј Босне и Херцеговине.

## Списак спомен-музеја
Списак познатијих спомен-музеја који су постојали или још увек постоје на територији Република бивше Југославије:

### Босна и Херцеговина
- Музеј 25. мај 1944. у Дрвару — основан је 1957. године и посвећен је неуспелом немачком ваздушном десанту, на тада ослобођени Дрвар, 25. маја 1944. године. Поред овога, садржи и експонате посвећене дрварском крају у Народноослободилачкој борби. У оквиру музеја се налази и Титова пећина, у којој је боравио Јосип Броз Тито. Музеј се налази у згради, поред десне обале реке Унац, где је током рата био смештен Врховни штаб НОВ и ПОЈ. Током грађанског рата у БиХ, музеј је опљачкан, а обновљен је 2006. године.
- Музеј „Битке за рањенике на Неретви“ у Јабланици — основан је 1978. године и посвећен је бици на Неретви (познатој и као Четврта непријатељска офанзива), вођеној у периоду фебруар-март 1943. године и отворен је поводом 35-годишњице ове битке. Налази се на обали реке Неретве у близини срушеног моста.
- Музеј Прве пролетерске бригаде у Рудом — посвећен је Првој пролетерској ударној бригади, која је 21. децембра 1941. године основана у овом месту.
- Меморијални-музеј Земаљског антифашистичког вијећа народног ослобођења Босне и Херцеговине (ЗАВНОБиХ) у Мркоњић Граду — основан је 1953. године и посвећен је Првом заседању ЗАВНОБиХ-а одржаном 25. новембра 1943. године. Музеј се налази у кући у којој је одржано заседање.
- Спомен-кућа „Битке на Сутјесци“ у спомен-комплексу Долина хероја код Тјентишта – основана је 1975. године, а аутор је архитекта Ранко Радовић. У кући се налази списак више од 7000 имена погинулих бораца у бици на Сутјесци, уписан у зидове као „Прозивка на Тјентишту“, циклус од 13 фресака, инспирисаних догађајима на Сутјесци, сликара Крсте Хегедушића, те разна аутентична документа и предмети из битке. Унутар музеја налази се и списак више од 7000 имена погинулих бораца у бици, уз поруку песника – „Ту нико није умро, ко је умро“. У саставу музеја се налази и мала кно-сала за пројекције документарних филмова.[1] Спомен-кућа била је оштећена током рата и касније запуштена, али је 2011. године извршена њена обнова, а ускоро ће да започне и рестаурација Хегедушићевих фрески.[2] Музеј је, као пример јединственог архитектонског остварења 21. децембра 2011. године уврштен на листу светске баштине под заштитом УНЕСКО-а.[3]
- Спомен-музеј Првог заседања АВНОЈ-а у Бихаћу — основан је 1952. године, а налази се у згради у којој је било одржано Прво заседање АВНОЈ-а.
- Спомен-музеј Другог заседања АВНОЈ-а у Јајцу — основан је 1953. године као централна југословенска музејска институција меморијалног типа, а налази се у згради у којој је било одржано Друго заседање АВНОЈ-а. За време рата у БиХ, зграда је била девастирана, а већина музејске грађе отуђена. Септембра 2002. године, Комисија за очување националних споменика прогласила је Дом АВНОЈ-а националним спомеником БиХ.[4] Обновљени музеј званично је отворен 29. новембра 2008. године.[5]

### Македонија
- Меморијални музеј „11. октобар“ (мкд. Меморијалнен музеј „11. Октомври“) у Прилепу — основан је 1952. године и посвећен је Дану устанка народа Македоније, 11. октобру 1941. године, када је Прилепски партизански одред извршио оружану акцију у Прилепу. Овај спомен-музеј смештен је у згради која је током окупације била средиште бугарске окупационе полиције, а најпре је био Музеј НОБ-а у Прилепу, а 1961. године је поводом двадесетогодишњице устанка преименован у Музеј „11. октобра 1941.“. Музеј и посавка су још неколико пута мењани и допуњавани - 1971, 1983. и 2011, а музеј је 2003. године проглашен за споменик културе.
- Меморијални центар Антифашистичког собрања народног ослобођења Македоније (АСНОМ) у селу Пелинце, у општини Старо Нагоричане — основан је 2004. године и посвећен је Првом заседању АСНОМ-а, одржаном 2. августа 1944. године у манастиру Прохор Пчињски. Пошто се овај манастир налази на територији Републике Србије, Влада Републике Македоније одлучила је да оснује овај спомен-музеј на својој територији. У музеју се налази оригинална спомен-плоча посвећена Првом заседању АСНОМ-а, која се налазила на манастиру све до 1998. године, када је уклоњена. Такође у оквиру музеја се налази и спомен соба - копија оне из манастира у којој је одржано заседање. На фасади музеја се налази монументални мозаик (од 140 квадрата) под називом „Македонија“, дело сликара Рубенса Корубина.
- Меморијални музеј „Благоја Јанков Мучето“ у Струмици – основан је 1964. у родној кући народног хероја Благоја Јанкова и посвећен његовом животу и делу. Музејски постав уређен је у две собе, а друге две су уређене у аутентичном изгледу из доба Благојиног детињства.[6]
- Меморијални музеј „Коста Рацин“ у Велесу – основан је 1962. године у родној кући македонског песника Косте Рацина. Рацин се 1941. прикључио Народноослободилачком покрету, а погинуо је 1943. несрећним случајем. У кући се налазе његови оригинални рукописи и велик број осталих експоната везаних уз његов живот и дело.[тражи се извор]
- Меморијални музеј „Кузман Јосифовски Питу“ у Прилепу – основан у родној кући народног хероја и једног од организатора оружаног устанка и борбе у Македонији, Кузмана Јосифовског. Кућа је после Другог светског рата рестаурисана и уређена у музеј. Стална историјско-етнолошка поставка представља живот и револуционарно деловање Кузмана Јосифовског.
- Меморијални музеј Централног комитета Комунистичке партије Македоније (мкд. Меморијален музеј на Централниот комитет на Комунистичката партија на Македонија) у Тетову – налази се у кући у којој је 19. марта 1943. године основана Комунистичка партија Македоније, као део Комунистичке партије Југославије. У унутрашњости се налази стална историјска и етнолошка поставка везана уз Прву седницу Централног комитета КПМ и изглед просечног градског домаћинства Тетова средином 20. века.
- Музеј „Западна Македонија у НОБ“ (мкд. Музеј „Западна Македонија во НОБ“) у Кичеву – основан је 1980. године. У музеју се налазе стални постави везани уз борбу македонског народа током 19. и 20. века, који обухватају аутентична документа, предмете, фотографије, мапе, макете и остало. Унутрашњост музеја украшена је фрескама и мозаицима с призорима из Илинданског устанка и НОБ-а. У музеју се налази и збирка оружја, коришћеног у разним борбама које су се водиле у овом крају.[7]
- Спомен-дом „Чеде Филиповски Даме“ у Никифорову – основан у родној кући народног хероја Чедета Филиповског. На спрату музеја налази се стална поставка посвећена животу и делу Филиповског, а у приземљу сала за састанке и видео пројекције. Део поставке односи се и на учешће становништва овог краја у НОБ-у.
- Спомен-кућа „Димитар Богоевски Мите“ у селу Болно код Ресана – музеј основан у родној кући македонског песника и народног хероја Димитра Богоевског. Стална историјско-етнолошка поставка представља живот и револуционарно деловање Богоевског.
- Спомен-кућа „Славчо Стојменски“ у Штипу – музеј основан у родној кући народног хероја Славча Стојменског. Стална историјско-етнолошка поставка представља живот и револуционарно деловање Богоевског.
- Спомен-кућа „Стив Наумов“ у Битољу – музеј основан 1962. године у родној кући народног хероја Стевана Наумова Стива. Стална поставка у музеју састоји се од оригиналних докумената, фотографија и осталих предмета везаних уз живот и дело Стива Наумова. Од почетка 1990-их, музеј је био затворен, а кућа препуштена пропадању. Кућа је у целости обновљена и реновирана крајем 2011. године и од тада поновно отворена за посетиоце.[тражи се извор]
- Спомен-кућа „Христијан Тодоровски Карпош“ у Куманову – музеј основан у родној кући народног хероја Христијана Тодоровског. У унутрашњости се налази стална историјска и етнолошка поставка преко које је презентован живот и деловање Тодоровског.

### Словенија
- Музеј „Кочевски збор“ у Кочевју – налази се у згради бившег Соколског дома (данас Шешков дом), у којој је од 1. до 3. октобра 1943. године одржано заседање 120 посланика Ослободилачког фронта Словеније и Словеначког народноослободилачког одбора. Дворана, у којој је одржано саветовање, обновљена је 1993. године.
- Спомен-кућа „Франц Розман Стане“ у Сподњем Пирничу – музеј основан и уређен по нацртима архитекте Марјана Лободе 1983. године у родној кући народног хероја Франца Розмана Станета. Стална поставка у музеју састоји се од докумената и фотографија везаних уз живот и дело Франца Розмана. Још 1952. на кућу је била постављена спомен-плоча, а 1980. подигнута Розманова бронзана биста пред њом.[8]

### Србија
- Музеј „4. јули“ у Београду — основан је 1950. године и био је посвећен седници Политбироа ЦК КПЈ, која је одржана 4. јула 1941. године и на којој је донета одлука о подизању устанка. Налазио се у кући Владислава Рибникара, у Ботићевој улици на Дедињу, где је и одржано заседање. Музеј се најпре налазио у саставу Музеја града Београда, потом Меморијалног центра „Јосип Броз Тито“, а по његовом укидању у саставу Музеја историје Југославије. Музеј је затворен 2000. године, а кућа је 2003. године враћена породици Рибникар.
- Музеј „7. јули 1941. године“ у Белој Цркви, код Крупња — основан је педесетих година и посвећен је Дану устанка народа Србије, 7. јулу 1941. године, када је Рађевачка чета Ваљевског партизанског одреда извела прву устаничку акцију. Налази се у згради бивше Недељковићеве кафане испред које се и одиграо догађај.
- Музеј илегалних партијских штампарија у Београду — основан је 1950. године и био је посвећен илегалним партијским штампаријама, које су функционисале током окупације у Београду, од 1941. до 1944. године. Налазио се у кући Бранка и Данице Максимовић, на Бањичком венцу бр. 12, где се од 1941. до 1943. године налазила илегална штампарија ЦК КПЈ. Музеј је затворен 2000. године, а кућа је враћена породици Марковић.
- Музеј „Устанка 1941.“ у Ужицу — основан је 1946. године
- Музеј социјалистичке револуције Војводине у Новом Саду.
- Спомен-музеј „21. октобар“ у спомен-парку „Крагујевачки октобар“ у Шумарицама, код Крагујевца — основан је 1976. године и посвећен је жртвама масовног стрељања у Крагујевцу, које је извршено 20. и 21. октобра 1941. године и током којег је убијено око 2.800 грађана, међу којима око 300 ђака.
- Спомен-музеј „Батинска битка“ на дунавској обали код Бездана – основан је 1981. године, а посвећен је југословенским и совјетским борцима погинулим у Батинској бици 1944. године. Унутар музеја налази се спомен-плоча са 660 имена погинулих бораца[9] Музеј је радио до 1991, након чега је због распада државе и почетка рата затворен. Стална поставка је премештена у Сомбор.[10]
- Спомен-музеј „Столице“ у бившем руднику Зајаче, у близини села Брштица, код Крупња — основан је педесетих година и био је посвећен војно-политичком саветовању руководства Народноослободилачког покрета одржаном 26. септембра 1941. године. Налазио се у Управној згради рудника, у којој је и одржано саветовање. Почетком деведесетих година музеј је затворен.
- Спомен-музеј „Сремски фронт“ у спомен-комплексу „Сремски фронт“ у Адашевцима, код Шида — основан је 1988. године и посвећен је борбама које су од октобра 1944. до априла 1945. године вођене на Сремском фронту.

### Хрватска
- Меморијални музеј „Иван Горан Ковачић“ у селу Луковдолу, у Горском котару — основан је 1975. године и посвећен је Ивану Горану Ковачићу (1913-1943), песнику, писцу, новинару и партизанском борцу. Налази се у Ивановој родној кући, саграђеној 1905. године и има сталну изложбену поставку посвећену његовом животу и стваралаштву. У овом месту се од 1964. године сваког 21. марта одржава песничка манифестација „Гораново пролеће“.
- Меморијални музеј „Јасеновац“ у Спомен-подручју Јасеновац – основан је 1968. године. Стални постав састојао се од предмета, фотографија и докумената, које усташе при повлачењу нису стигли да униште. Музеј је био тешко оштећен током рата у Хрватској, али је након 1995. године постепено обновљен. После обнове, у постав музеја додан је списак свих поименце познатих жртава.
- Меморијални музеј „Јосип Краш“ у Вугловцу, код Иванца — основан је 1965. године и посвећен је Јосипу Крашу (1900-1941), револуционару, члану ЦК КП Хрватске и народном хероју Југославије.
- Меморијални музеј маршала Тита (данас музеј „Старо село“) у селу Кумровецу, у Хрватском загорју — основан је 1953. године.
- Меморијални музеј „Раде Кончар“ у Кончаревом Крају – основан је 1959. године у родној кући народног хероја Раде Кончара. Музеј је опустошен за време рата у Хрватској.[11]
- Музеј Осме конференције Месног комитета КПЈ за Загреб у Загребу — основан је 1950. године и био је посвећен Осмој месној конференцији Месног комитета КПЈ за Загреб одржаној 1928. године, на којој је Јосип Броз Тито изабран за секретара Месног комитета. Налазио се у кући где је одржана Осма конференција, у Пантовчаку бр. 178а. Музеј је затворен, после осамостаљивања Хрватске од СФРЈ, почетком деведесетих година.
- Музеј Пете земаљске конференције КП Југославије у Загребу — основан је 1950. године и био је посвећен Петој земаљској конференцији Комунистичке партије Југославије одржаној октобра 1940. године, која је била веома битна у развитку КПЈ. Налазио се у кући Срећка Џамоње у улици Бихаћкој бр. 20 (данас Капуцинска улица), у насељу Дубрава, где је и одржано заседање. Музеј је затворен, после осамостаљивања Хрватске од СФРЈ, почетком деведесетих година.
- Музеј Прве земаљске конференције КП Хрватске у Загребу — основан је 1950. године и био је посвећен Првој конференцији Комунистичке партије Хрватске, одржаној августа 1940. године. Налазио се у кући где је одржана Прва конференција, у улици Просиначких жртава бр. 205 (данас улица Дубрава). Музеј је затворен, после осамостаљивања Хрватске од СФРЈ, почетком деведесетих година.
- Музеј Првог заседања Земаљског антифашистичког вијећа народног ослобођења Хрватске (ЗАВНОХ) у Оточцу — основан је 1948. године и посвећен је Првом заседању ЗАВНОХ-а одржаном 13. и 14. јуна 1943. године. Налази се у згради у којој је и одржано заседање.
- Спомен-дом „Батинска битка“ у саставу Меморијалног комплекса „Батинска битка“ код Батине – основан је 1976. године, а састоји се од две изложбене дворане са сталном поставком од 1983. године. Поставка се састоји од остатака оружја, војне опреме и експлозивних направа из Батинске битке, фотографије, мапе, факсимили документа и остало. Покрај спомен-дома налази се монументални споменик Батинској бици.[12]
- Спомен-дом борцима и жртвама фашизма у Дивоселу – посвећен страдањима становништва Дивосела током Другог светског рата. Унутар дома се, међу осталим, налазило уклесано 1300 имена жртава. Спомен-дом и село су, 1993. године, уништени током операције Медачки џеп.[13]
- Спомен-музеј Другог конгреса КП Југославије у Вуковару – основан је 1960. године и био посвећен Другом конгресу КПЈ одржаном 1920. године. Налазио се у Радничком дому, где је одржано заседање конгреса. Стални постав састојао се од збирке оригиналних предмета, документа и фото-документације, која је приказивала развој радничког покрета и КПЈ у периоду од 1919. до 1920. године. Зграда је тешко оштећена током опсаде града 1991, а већи део поставке је притом уништен.[14]
- Спомен-дом ЗАВНОХ-а у Топуском – био је посвећен ЗАВНОХ-у. Налазио се у Друштвеном дому, где је 8. и 9. маја 1944. године одржано Треће заседање ЗАВНОХ-а. У истој згради био је одржан Конгрес културних радника Хрватске и лекара Хрватске. Зграда је срушена 1991, а 1992, по налогу тадашњег начелника општине Вргинмост, терен очишћен до краја.[13] У плану је потпуна обнова Спомен-дома, највероватније до 2014. године.[15]
- Спомен-дом Седмој банијској дивизији на Шамарици – сталан постав састојао се од музејских експоната, који су описивали борбени пут Седме банијске дивизије. Просторије музеја су током рата у Хрватској уништене, прозори и врата поразбијани, експонати покрадени, а кровиште демолирано.[13]

## Галерија
- Музеј Првог заседања АВНОЈ-а у Бихаћу.
- Музеј Другог заседања АВНОЈ-а у Јајцу.
- Музеј ЗАВНОБиХ-а у Мркоњић Граду
- Музеј „25. мај“ у Београду.
- Музеј „4. јули“ у Београду.
- Ордени народних хероја у Војном музеју
- Униформа и одликовања Пека Дапчевића у Војном музеју
- Део опреме партизанских болница у Војном музеју
- Прва одликовања НОВ и ПОЈ у Војном музеју
- Реплика Партизанске споменице 1941. у Војном музеју